# 松浦市立調川小学校
松浦市立調川小学校（まつうらしりつ つきのかわしょうがっこう、Matsuura City Tsukinokawa Elementary School）は、長崎県松浦市調川町下免にある公立小学校。

## 概要
歴史
1876年（明治9年）に創立。2016年（平成28年）に創立140周年を迎える。
校章・校歌
校区
「長崎県松浦市調川町」全域。中学校区は松浦市立調川中学校。

## 沿革
- 1876年（明治9年） - 第五大学区長崎県管下第四中学区[2]松浦郡の小学校として「調川清里小学校」が開校。護舜寺を仮校舎とする。
- 1878年（明治11年）- 郡制の施行により、北松浦郡に属することとなる。
- 1880年（明治13年）-「公立初等調川小学校」に改称。
- 1884年（明治17年）- 中免に校舎を新築し移転。
- 1886年（明治19年）
  - 4月 - 小学校令の施行により、簡易科を設置の上「簡易調川小学校」に改称。
  - 11月15日 - 志佐村浦免に「長崎県第十六高等小学校」が設置される。北松浦郡の中の11村を学区とする。
- 1887年（明治20年）- 志佐町無量寺跡の寺屋が長崎県第十六高等小学校の仮校舎となる。また高等小学校の寄宿舎が設置される。
  - 高等小学校の学区は広く、通学困難な児童を対象に寄宿舎が設置された。
- 1889年（明治22年）4月1日 - 町村制の施行により、簡易調川小学校が調川村立の小学校となる。
- 1890年（明治23年）- 長崎県第十六高等小学校の新校舎が志佐町に完成。
- 1888年（明治21年）- 尋常科を設置し「尋常調川小学校」に改称。
- 1892年（明治25年）4月 - 「調川尋常小学校」に改称（「尋常」の位置が変わる）。
- 1893年（明治26年）- 長崎県第十六高等小学校が廃止され、「一町三ヶ村[3]組合立 志佐高等小学校」が設置される（県立から学校組合立となる）。
- 1898年（明治31年）- 志佐高等小学校の学校組合から御厨村が脱退[4]。
- 1908年（明治41年）4月1日 - 小学校令の改正により、義務教育年限（尋常科の修業年限）が4年から6年に延長され、尋常科5年を新設。
- 1909年（明治42年）4月1日 - 尋常科6年を新設。
- 1919年（大正8年）
  - 3月31日 - 学校組合の解消に伴い、志佐高等小学校が廃止される。
  - 4月1日 - 高等科を併置し、「調川尋常高等小学校 」に改称。
- 1941年（昭和16年）4月1日 - 国民学校令の施行により、「調川村国民学校」に改称。尋常科を初等科に改める（初等科6年・高等科2年）。
- 1947年（昭和22年）4月1日 - 学制改革（六・三制の実施）が行われる。
  - 国民学校の初等科が改組され、「調川村立調川小学校」に改称。
  - 国民学校の高等科と青年学校の普通科が改組され、「調川村立調川中学校」（新制中学校）が発足。小学校に併設される。
- 1949年（昭和24年）1月1日 - 調川町の発足により、「調川町立調川小学校」に改称。
- 1954年（昭和29年）4月 - 下免（現在地）に移転。
- 1955年（昭和30年）4月15日 - 松浦市への編入により、「松浦市立調川小学校」（現校名）に改称。
- 1958年（昭和33年）5月 - 校舎を新築。
- 1969年（昭和44年）- プールを設置。

## アクセス
最寄りの鉄道駅
- 松浦鉄道 西九州線 「調川駅」

最寄りのバス停
- 松浦観光バス「下免」バス停

最寄りの国道・県道
- 国道204号（唐津街道）

## 周辺
- 松浦市立調川中学校
- 熊野神社

## 関連事項
- 長崎県小学校一覧